# Portul Constanța Sud-Agigea
Portul Constanța Sud-Agigea este parte componentă a Portului Constanța, de 3 ori mai mare decât componenta Constanța Nord. A fost construit la ieșirea Canalului Dunăre - Marea Neagră în mare.